# Tania Verstak
Tania Verstak (nascida em 1942 na China) é uma rainha de beleza da Austrália que venceu o Miss Internacional 1962.

## Biografia
Filha de pais russos refugiados (Vladimir e Valentina Verstak), ela nasceu na China e aos 10 anos migrou com a família (pais e a irmã menor, Helen) para a Austrália. Ela foi criada em Manly e chegou a estudar Arte na Universidade de Sydney.

## Participação em concursos de beleza

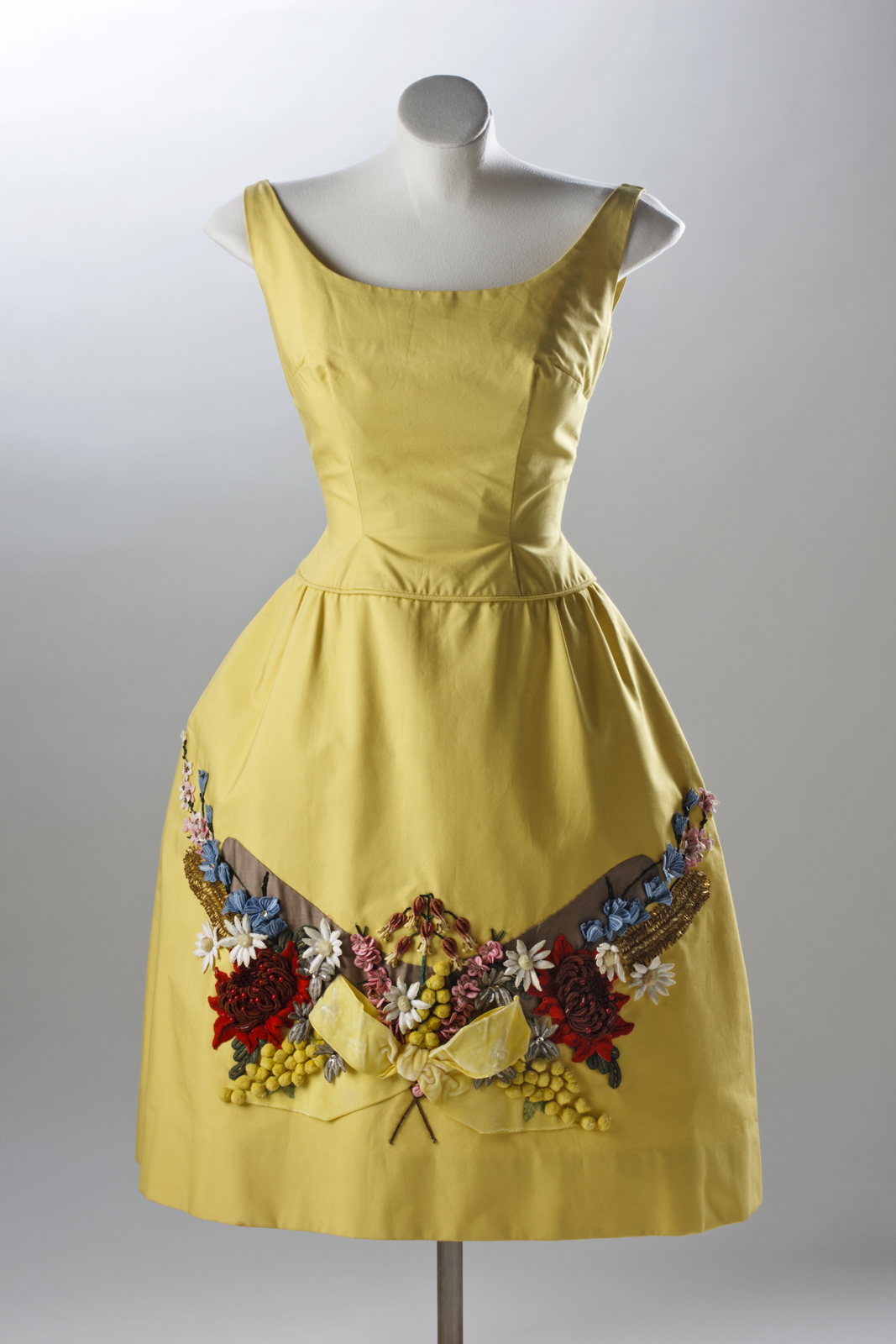
O vestido amarelo usado por Tania para o prova de Traje Típico durante o Miss Internacional e que hoje está no Museu Nacional da Austrália. As flores bordadas são tradicionais na austrália (wattle, waratah, banksia and flannel flowers).

### Miss Austrália 1961
Descoberta por representantes do Spastic Centre para o qual ela promovia o óleo de oliva no Sydney Show, ela participou e venceu o Miss Northern Beaches e o Miss New South Wales antes de chegar ao Miss Austrália 1961, que ela também venceu. A sua vitória foi comemorada pelo então Ministro da Imigração Alexander R. Downer que disse que ela era a prova de como os imigrantes eram queridos no coração de todos, sendo ela a primeira imigrante a vencer o concurso, realizado desde 1908.

### Miss Internacional 1962
Derrotando outras 49 concorrentes, Tania foi coroada Miss Internacional 1962 no dia 18 de Agosto, em Long Beach, Califórnia.
Após sua vitória, ao voltar para Manly, ela foi recebida por mais de 12 mil pessoas.

#### Polêmica durante o reinado
Numa viagem à Grã-Bretanha, Tania se recusou a posar de biquíni para os fotógrafos, o que segundo a Reuters "causou uma tempestade".

## Vida pós-concursos
Em 1963, Tania foi homenageada com a construção de um parque, o Tania Park.
Também no mesmo ano, ela casou-se com Peter Young, um empresário de Perth, com a qual teve uma filha, Nina.
Após entregar sua coroa e se casar, Tania preferiu levar uma vida privada junto à família, tendo inclusive recusado papéis no cinema americano.